# 風神廟
風神廟，是位於臺灣臺南市中西區的直轄市定古蹟，是全臺灣現存唯一一間主祀風神的廟宇，也是臺灣府城七寺八廟之一。同為直轄市定古蹟的接官亭坐落於廟埕。

## 沿革
該廟是在清乾隆四年（1739年），由臺灣道巡道鄂善所建立，就設在臺灣府大西門外面南河港的河道右側、安瀾橋的旁邊。當時的風神廟是一棟四進的建築，其第一進是大門，第二進是官廳，第三進便是風神殿，而第四進是大士殿。是在把原設在赤崁街大井頭的接官亭移到此處後興建，以保佑往來舟楫的行旅安全。
而在這之後臺灣府知府蔣允焄於清乾隆三十年（1765年）對風神廟進行了第一次的整修，而清乾隆四十二年（1777年）時的知府蔣元樞則又再次進行整修。這一次除了對原有建築整修之外，蔣元樞還在廟的東側建置公館以讓來臺的官員暫居，並建設石坊以光大這座進出臺灣的門扉。
而在日治時期，由於日本在大正七年（1918年）進行的市區改正計畫，而導致原本後半部所有的殿舍以及旁邊的公館遭到拆毀，神像移到原本的官廳。後來在大正十三年（1924年）時，當地的士紳集資在原官廳地點之上重建，而成今之風神廟。而在那之後仍進行了幾次整修，如民國81年（1992年）時。

### 亮化計畫
2013年，中強光電文化藝術基金會與臺南市政府文化局合作，由燈光師周鍊重新設計廟宇的燈光，改以投射燈埋入四周牆面底部，以無眩光的照明打亮石鐘鼓樓，廟宇入口處改以方形吊燈取代，整體的燈光讓夜間的廟宇具溫暖和歷史感，且光線充足，仍能清楚欣賞廟宇裝飾，與週遭其他廟宇成為強烈對比，成為臺南市夜間的重要景點。

### 震災受損
2016年2月6日的高雄美濃地震，造成日治時期建的石造鐘樓（後考證為峴石亭）倒塌，鼓樓（後考證為棠蔭亭）結構也有受損，為該次地震中臺南古蹟受創最嚴重者。之後經過相關考據，於2017年9月18日舉行風神廟修復工程的開工祭拜儀式，2019年6月14日竣工，在7月25日完成驗收。同年（2019年）10月5日舉行入火安座儀式。

## 建築特色

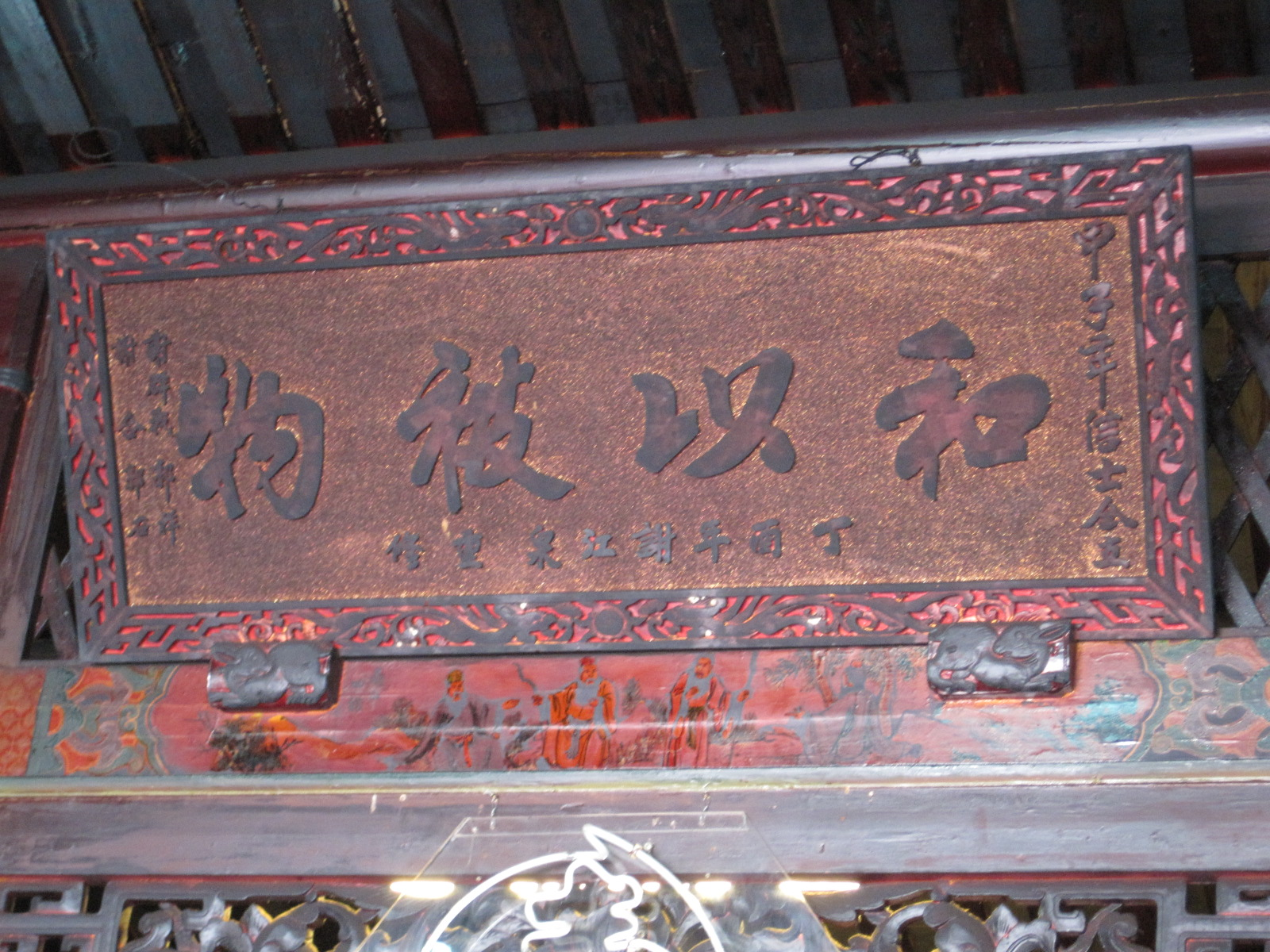
風神廟「和以被物」匾。

現今之風神廟，為面寬僅五開間之三合院格局，其中，正殿寬三開間，附有拜亭，左右廂房各一開間，具備東西兩廡。建築結構皆為硬山屋頂，鋪設紅色板瓦，沒有裝飾瓦當、滴水瓦，內外屋簷轉角鑲設以魚龍，魚龍口為排水口（僅廟內兩座有排水功能，廟外屋簷上兩座則僅為裝飾）。屋脊皆為馬背收尾，屋椽盡處有封檐板，可以看出濃厚閩南建築風格。
門上屋樑懸掛著「和以被物」匾，是在日治時期由信徒捐贈的文物。

## 祀神
廟宇主祀風神，尊稱為「五行主宰風神爺」，脅侍有水神、火神之神像。其左龕原先陪祀知府蔣元樞，然而如今神像已經失竊，改祀福德正神；右側神龕陪祀觀音佛祖。
此外，廟殿兩側則分立有雷公與電母神像，顯示風神爺主掌天文氣候之職能。

#### 郭王堂

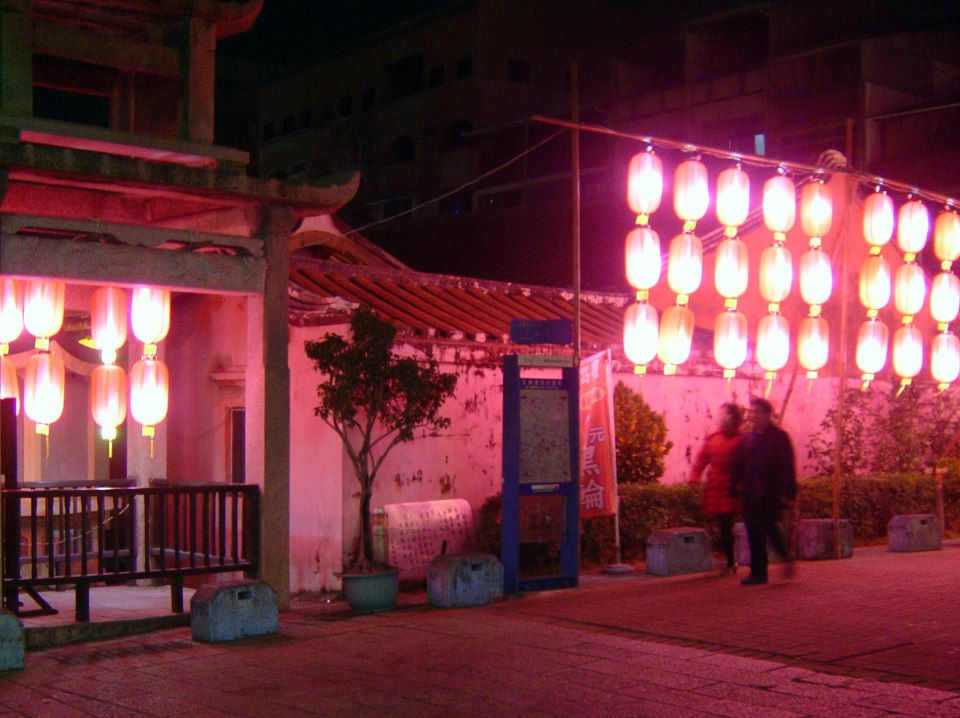
五條港元宵節燈會，風神廟側。

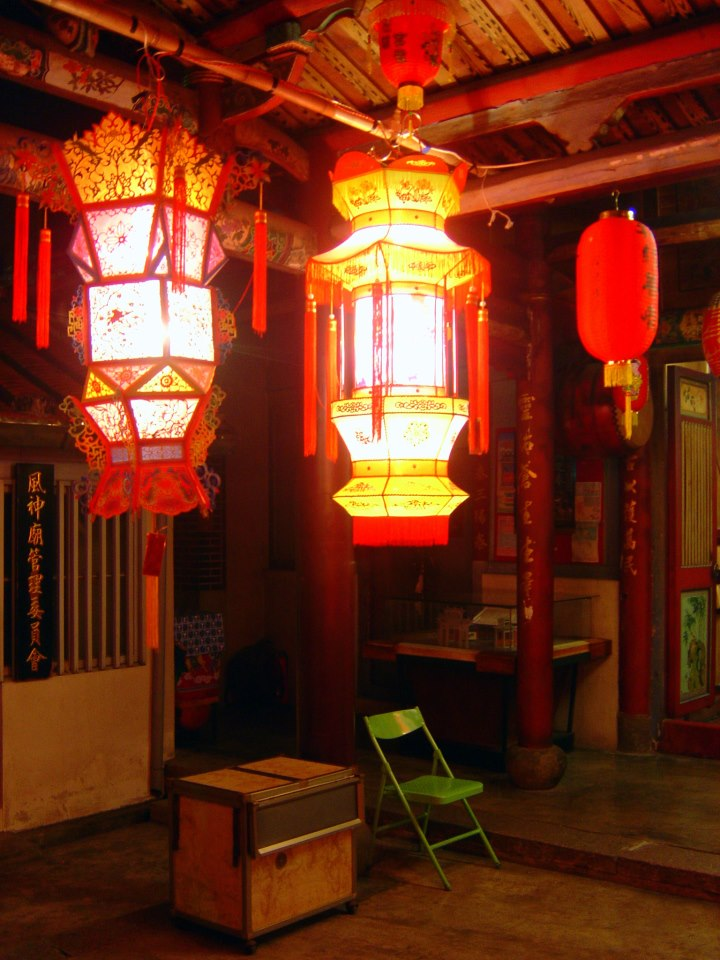
五條港元宵節燈會，風神廟前。

又稱「二大人行館」，主祀二大人，造型與廣澤尊王相同，又有說法認為即是廣澤尊王或與廣澤尊王有關。

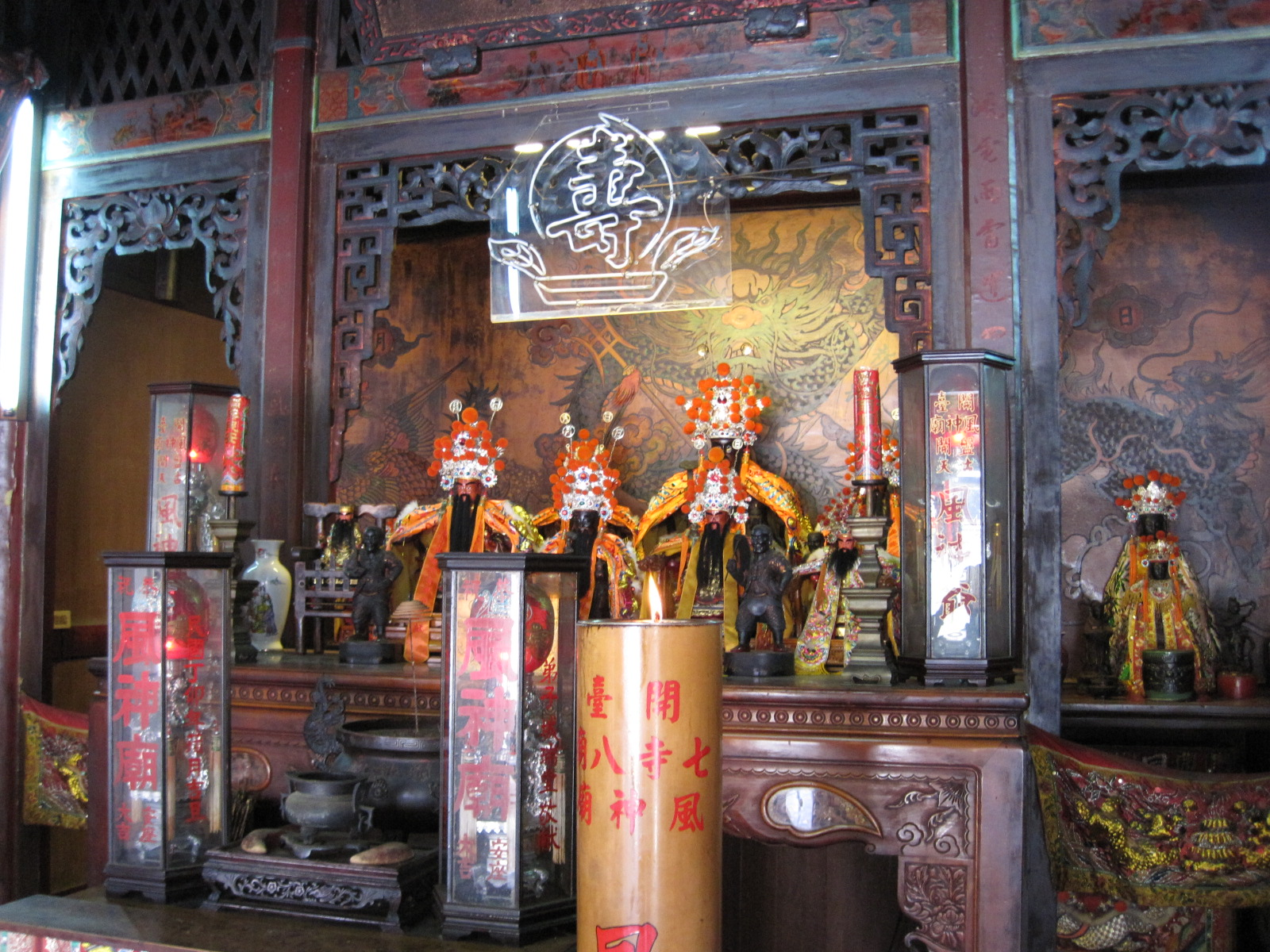
風神廟的內堂。
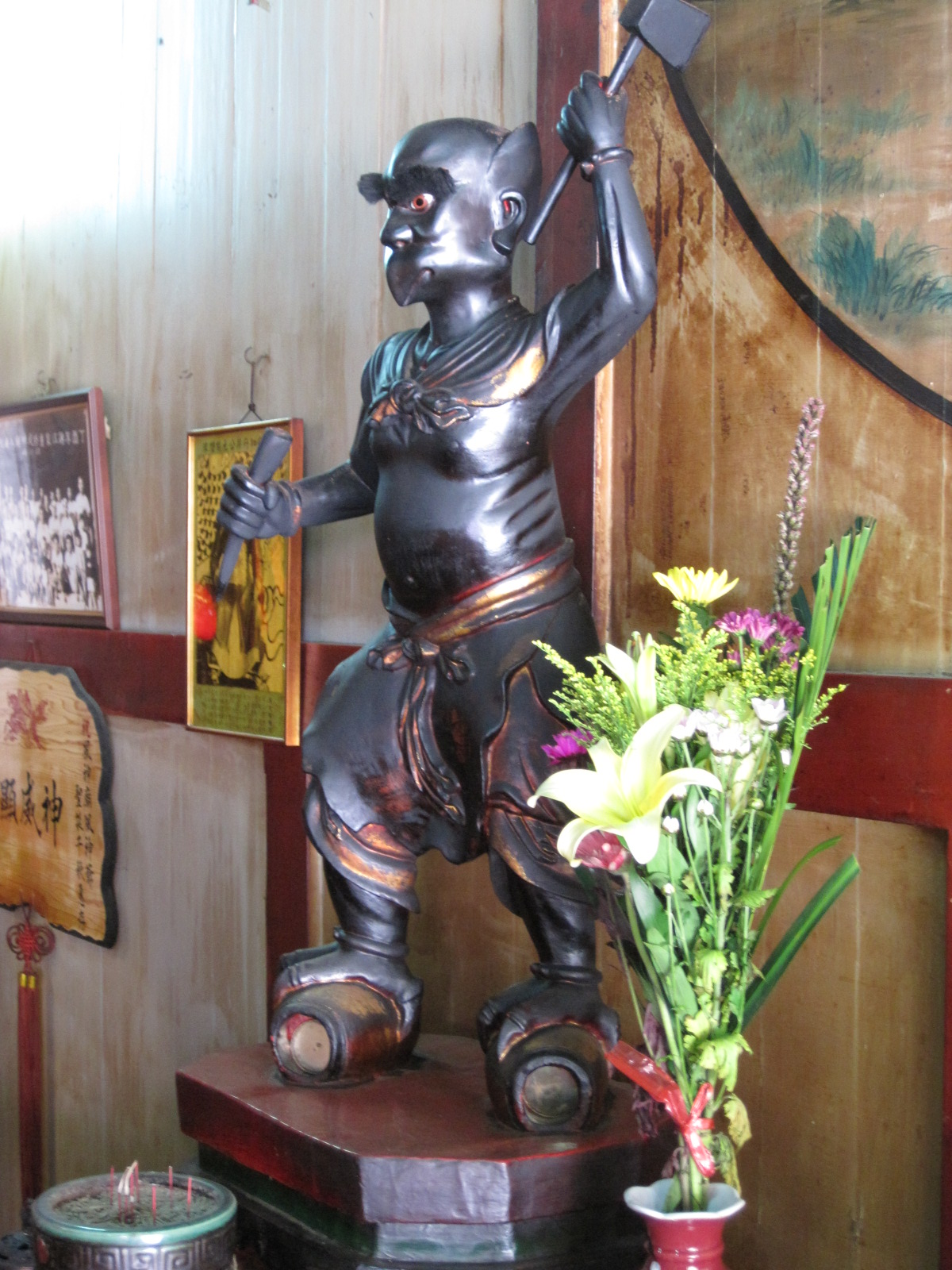
風神廟所奉祀之雷公。
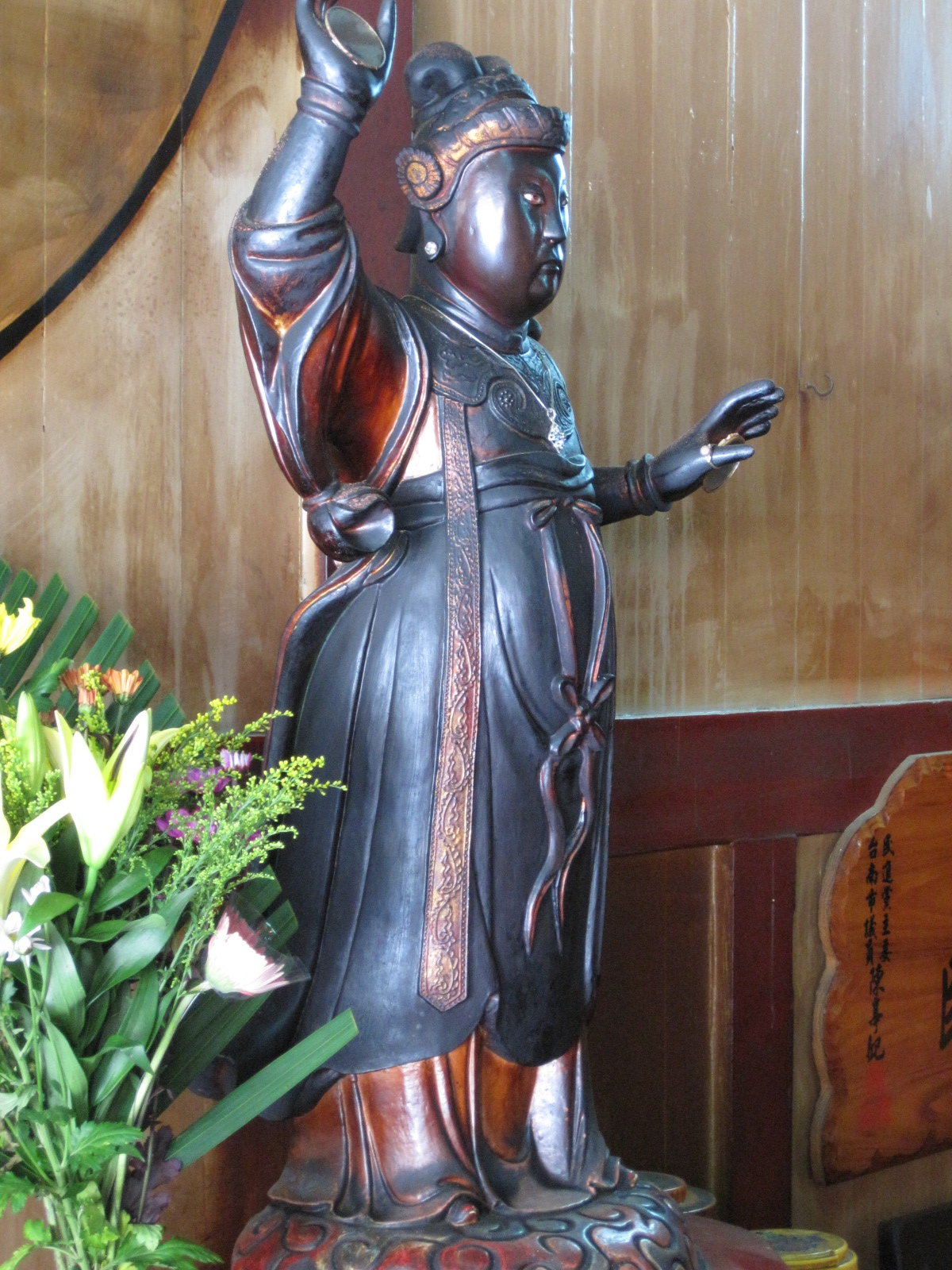
風神廟所奉祀之電母。
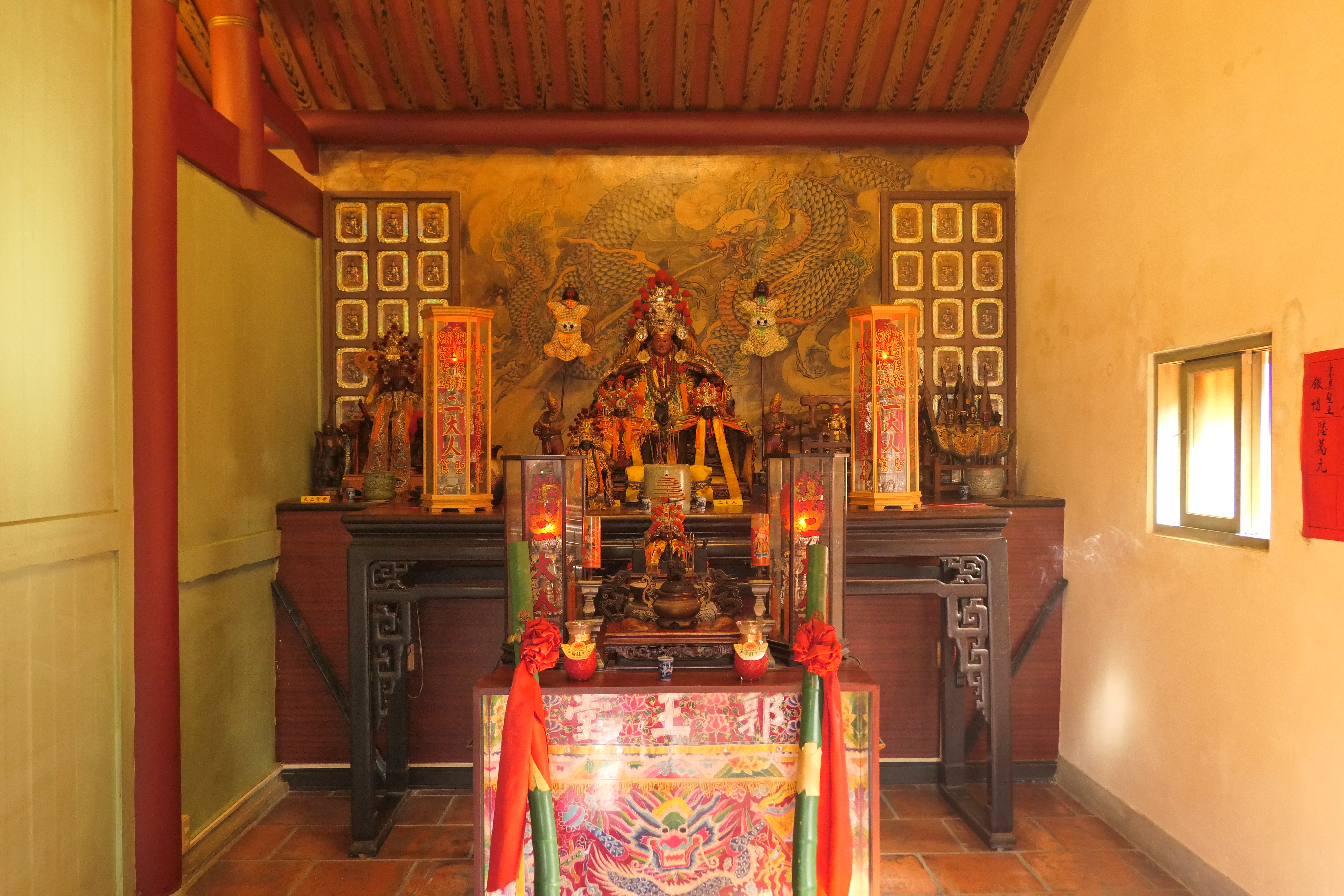
郭王堂

### 碑亭
風神廟前的石造建物原被認為是鐘鼓樓，後經考證為碑亭「峴石亭」與「棠蔭亭」。兩座碑亭原本樣式不同，位置也不對稱。棠蔭亭在1947年因地震倒塌後，部分石材被放到大南門附近，另一部份則被埋在地下。1993年修廟途中發現地下的石材，但並未利用這些石材重建棠蔭亭，而是仿造峴石亭新造一座石亭。後來峴石亭也因為開闢道路移動位置，兩座石亭因而更為對稱，後來被誤認為是鐘鼓樓。
2017年到2019年的風神廟修建工程中，兩座碑亭的歷史被考據出來，而後相關單位決定以2016年地震倒塌前的形式為依據重建，原有石材則盡可能組裝回去，不堪使用者則存放在文資銀行，僅兩石柱橫放於廟牆旁供解說。此外將棠蔭亭重建於舊址，並將存放在鄭成功文物館的「峴石」碑重新裝在峴石亭上。

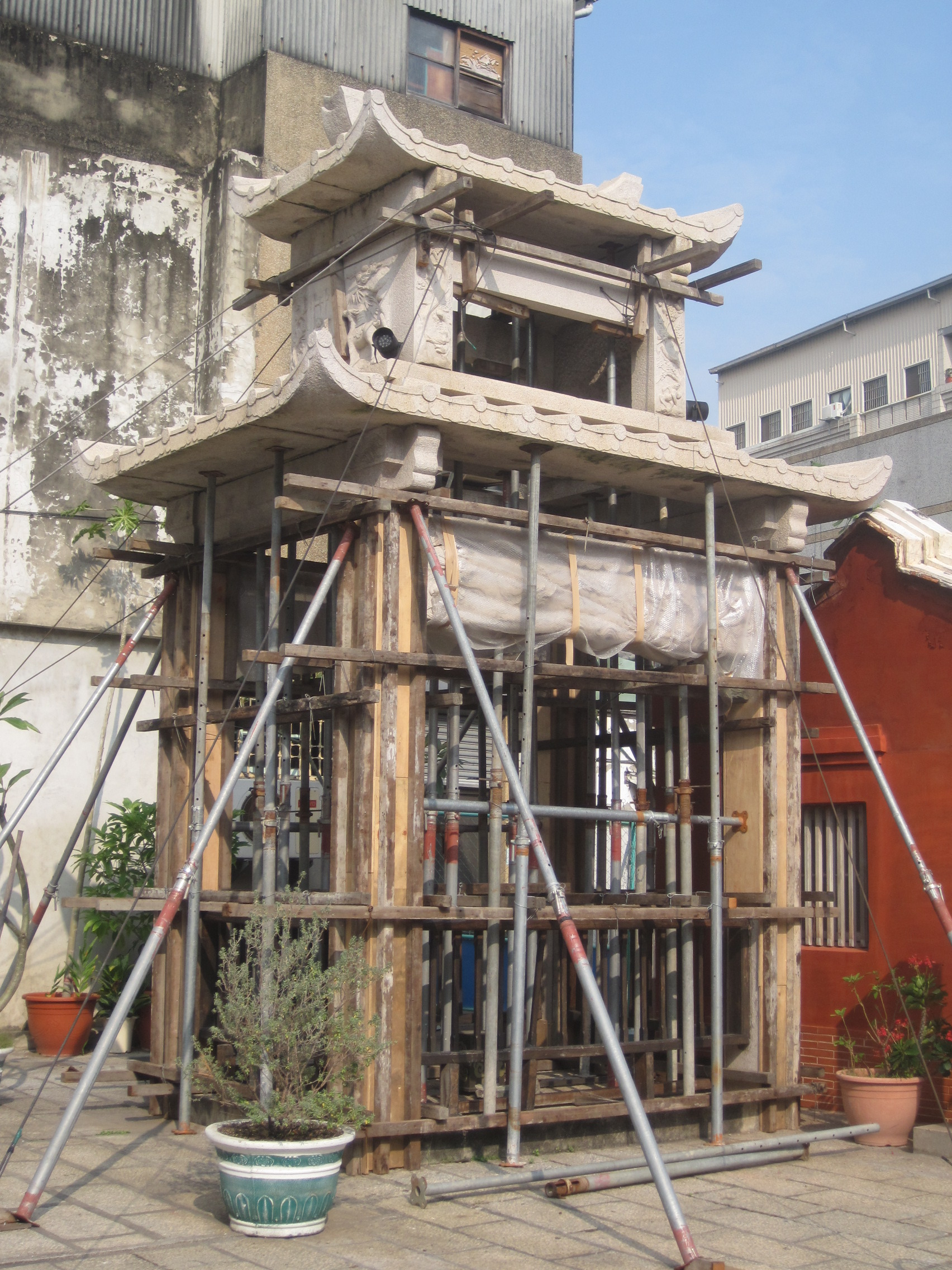
2016年因地震受創的「鼓樓」
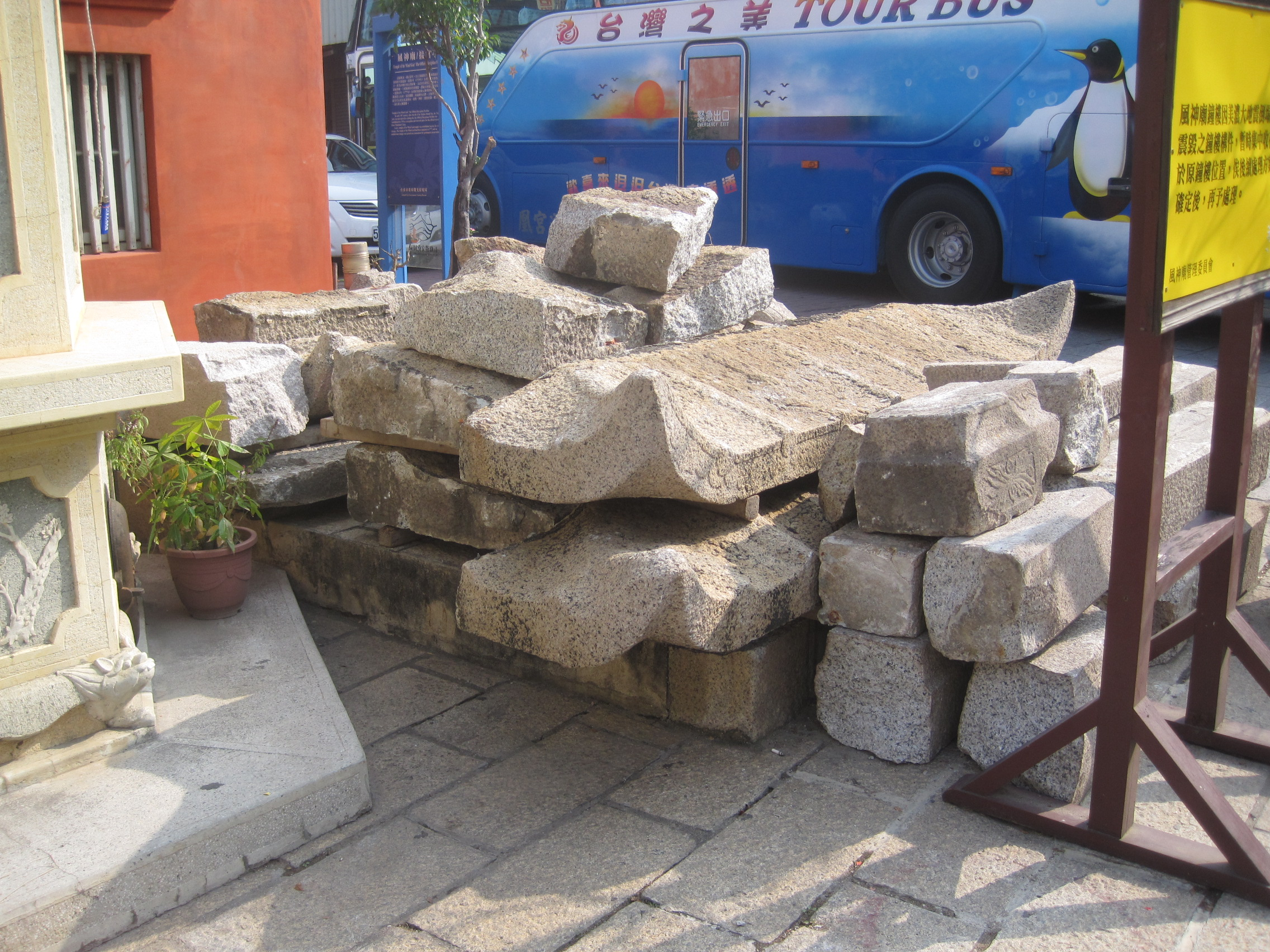
2016年因地震倒塌的「鐘樓」
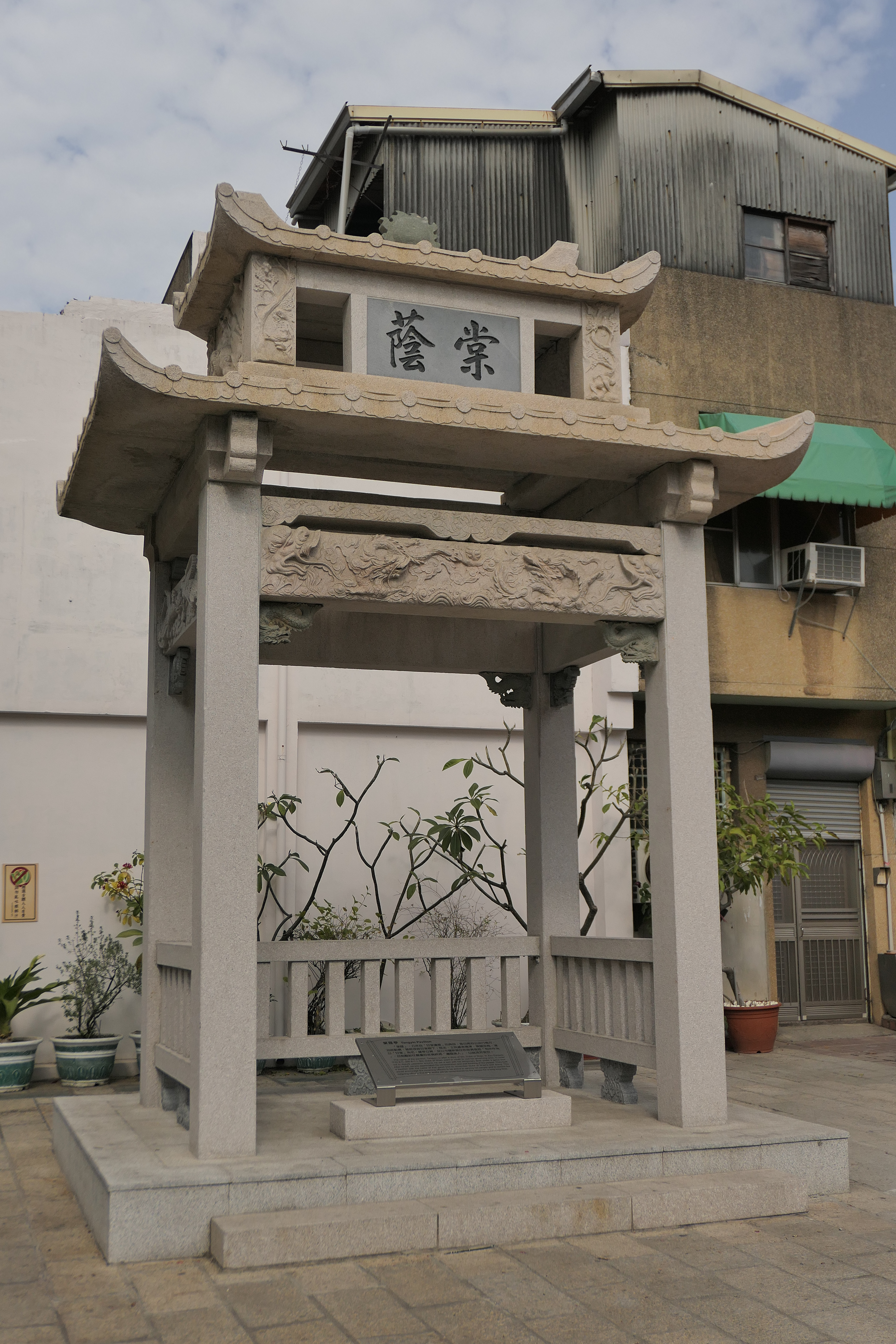
棠蔭亭
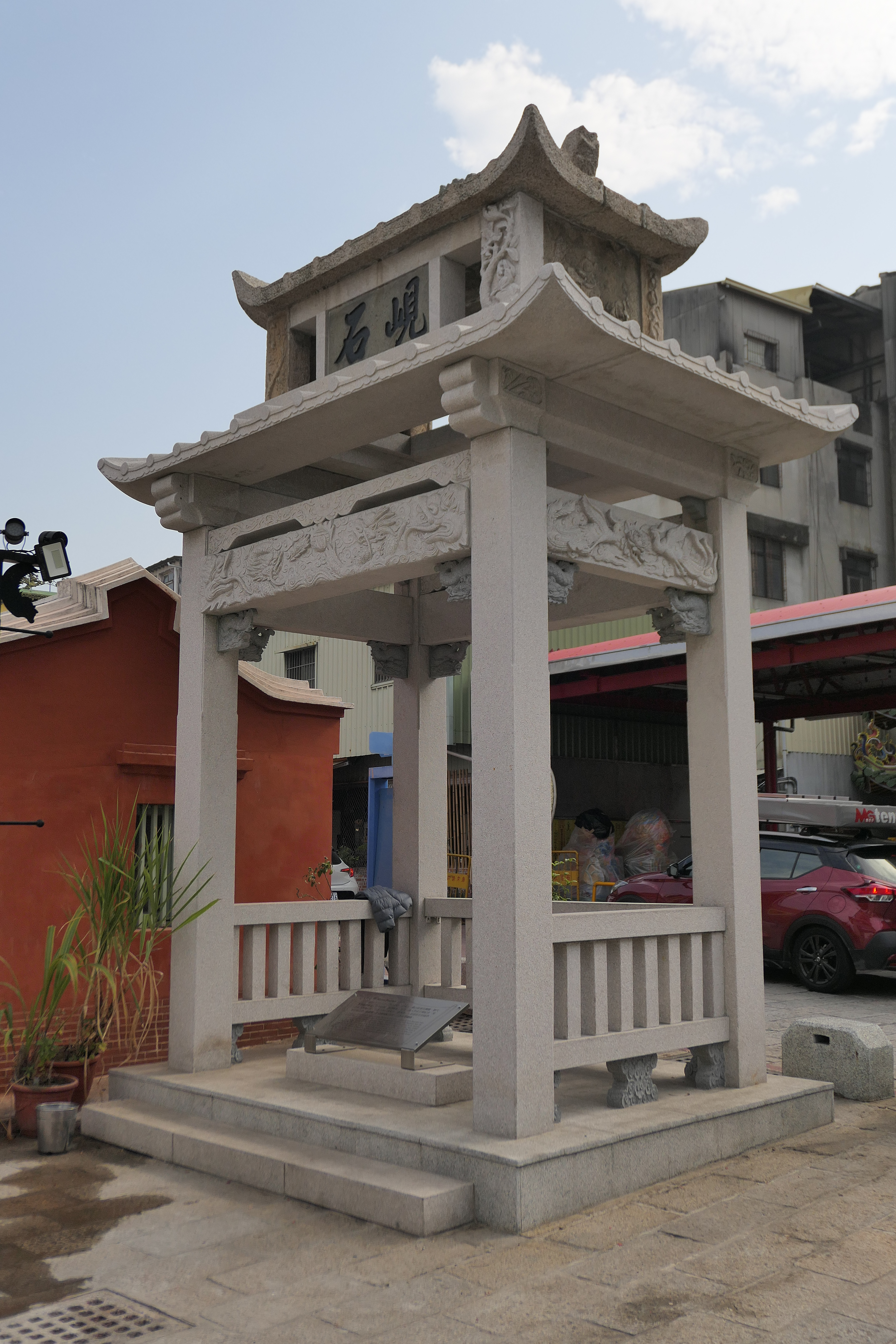
峴石亭

## 三協境
廟宇的祭祀圈稱為「境 」，在清末臺灣出現結合數間廟宇的「聯境」，具有居民自我防衛的民防功能。
三協境是由南沙宮、金華府及藥王廟所共同聯防之區域，並以風神廟為主廟，防禦區域是在城外五條港之南河港和南勢港。
- 臺南南沙宮
- 臺南金華府
- 臺南藥王廟

## 交陪境
「聯境」的民防色彩淡化，聯境內各廟間仍有結盟往來，酬神時相互幫忙，稱為「交陪境」。風神廟的交陪境計有：南勢街西羅殿、三郊鎮港海安宮、海安宮海聖會、台中忠福堂、水林港德行宮、左營廣濟宮震天府、台南晉陽堂、台南玉旨聖母宮、聖王公館、嘉義尊雷會、二水定國寺

## 交通
大台南公車
| 路線       | 起迄                         | 客運業者 | 公車站牌         | 備註                                                   |
| ---------- | ---------------------------- | -------- | ---------------- | ------------------------------------------------------ |
| 0左 0右    | 臺南火車站－臺南火車站       | 府城客運 | 協進國小(金華路) | - 循環線 - 0左逆時針，0右順時針 - 部分時段繞駛花園夜市 |
| 2          | 崑山科技大學－安平           | 府城客運 | 郭綜合醫院       | - 部分延駛四草、三鯤鯓 - 部分繞駛復華里                |
| 77         | 原住民文化會館－南紡購物中心 | 四方客運 | 神農街(水仙宮)   |                                                        |
| 88         | 台南公園－觀夕平臺           | 府城客運 | 神農街(水仙宮)   | 部分不經文化中心                                       |
| 99         | 台南公園－七股鹽山           | 府城客運 | 神農街(水仙宮)   |                                                        |
| 雙巴西環線 | 臺南火車站－臺南火車站       | 府城客運 | 神農街(水仙宮)   | 晚上行駛星光路線                                       |

## 外部連結
- 風神廟——文化部文化資產局 （页面存档备份，存于）
- 風神廟——文化部iCulture （页面存档备份，存于）
- 風神廟——臺灣宗教文化地圖 （页面存档备份，存于）
- 風神廟的Facebook專頁